# 利柏提鎮區 (愛荷華州普利茅斯縣)
利柏提鎮區（英語：Liberty Township）是位於美國愛荷華州普利茅斯縣的一個行政鎮區。

## 地方資料
根據2010年美國人口普查的數據，利柏提鎮區的面積為92.90平方千米，當中陸地面積為92.86平方千米，而水域面積為0.04平方千米。當地共有人口315人，而人口密度為每平方千米3.39人。